# Riofríói királyi palota
A riofríói királyi palota a Spanyolországhoz tartozó Segovia tartomány egyik 18. századi műemléke, a spanyol királyi család egyik hivatalos rezidenciája. Egy része turisták számára is látogatható.

## Története
A palota helyén egykor a Dehesa de Riofríói erdő terült el: földjét 1724-ben vásárolta meg V. Fülöp spanyol király. Miután a király elhunyt, özvegye, Farnese Erzsébet egy palota építését kezdeményezte fia, Lajos számára. Ennek érdekében újabb, szomszédos területeket vásároltak, és mivel a királyné itáliai származású volt, honfitársát, Virgilio Ravagliót bízta meg a tervezéssel. Ravaglio azonban 1753-ban elhunyt, így helyette más építészt kellett találni. A közeli La Granja de San Ildefonsó-i királyi palota mintájára úgy készültek, hogy majd egy teljes épületegyüttest kell létrehozni templommal, színházzal, istállóval és irodaépületekkel, de végül Farnese Erzsébet elsőszülött fia, III. Károly spanyol király intézkedéseinek hatására anyjának vissza kellett térnie a központi udvarba, így az építkezések egy része nem valósult meg, maga a palota pedig több mint 100 évig vendégek nélkül maradt. Mindössze két alkalommal érkezett ide uralkodói személy: Bourbon Ferenc a 19. század közepén, illetve XII. Alfonz spanyol király, amikor 1878-ban elhunyt első feleségét, Orléans-i Máriát gyászolta.
Az 1960-as években, több más királyi rezidenciához hasonlóan, a riofríói palotát is megnyitották a nagyközönség számára. A fő szintet ekkor két részre osztották: az egyikben a Museo Alfonsino nevű múzeumot, a másikban egy vadászati múzeumot rendeztek be. A 2010-es években több teremben visszaállították a 19. századi állapotokat, és más királyi tulajdonban álló helyekről áthozva több mint 500 képzőművészeti alkotással gazdagították a palotát. Szintén visszaállították az eredeti szerepét a biliárdteremnek, az étkezőnek (eredeti tálalószekrényekkel), Bourbon Ferenc hálószobájának és az imateremnek: utóbbiban újra láthatóvá tettek egy addig elrejtett oltárt és újra kiállítottak egy 149 képből álló ciklust, amely Jézus Krisztus életének eseményeit mutatja be.

## Leírás
Az épület Spanyolország középső részén, a Segovia tartományhoz tartozó Navas de Riofrío mellett, a településtől valamivel több mint 1 km távolságra északnyugatra található. Egyszerű, elegáns vonalakkal jellemezhető, olasz ízlést tükröző épület; vannak, akik a „legrómaibb spanyol királyi palotának” mondják. Alaprajza téglalap (közel négyzet), közepén szintén téglalap alakú belső udvar található, árkádsorral körbevéve.
A palotát a nagy ökológiai jelentőségű riófríói erdő veszi körül. A 640 hektáros erdő jellemző fái a magyaltölgyek, a füzek és a nyárak, más jellemző növényei pedig a kakukkfű, a rozmaring és a levendula. Több mint 50 madárfaja között megtalálható a fakó keselyű és a barátkeselyű is. Jellemző emlősei a szarvasok (köztük a dámvad is), nyulak és rókák.

## Képek

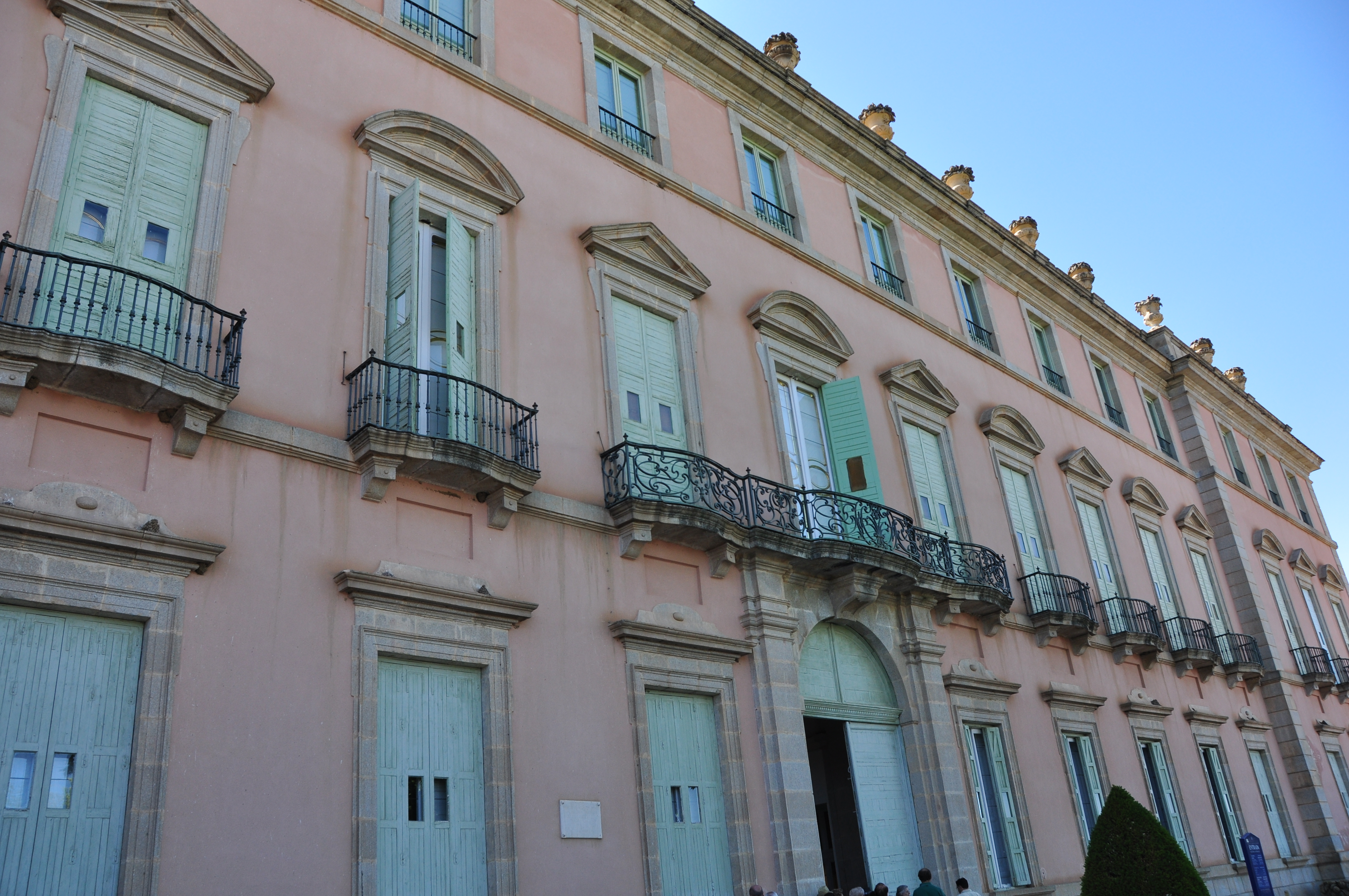
Homlokzati részlet
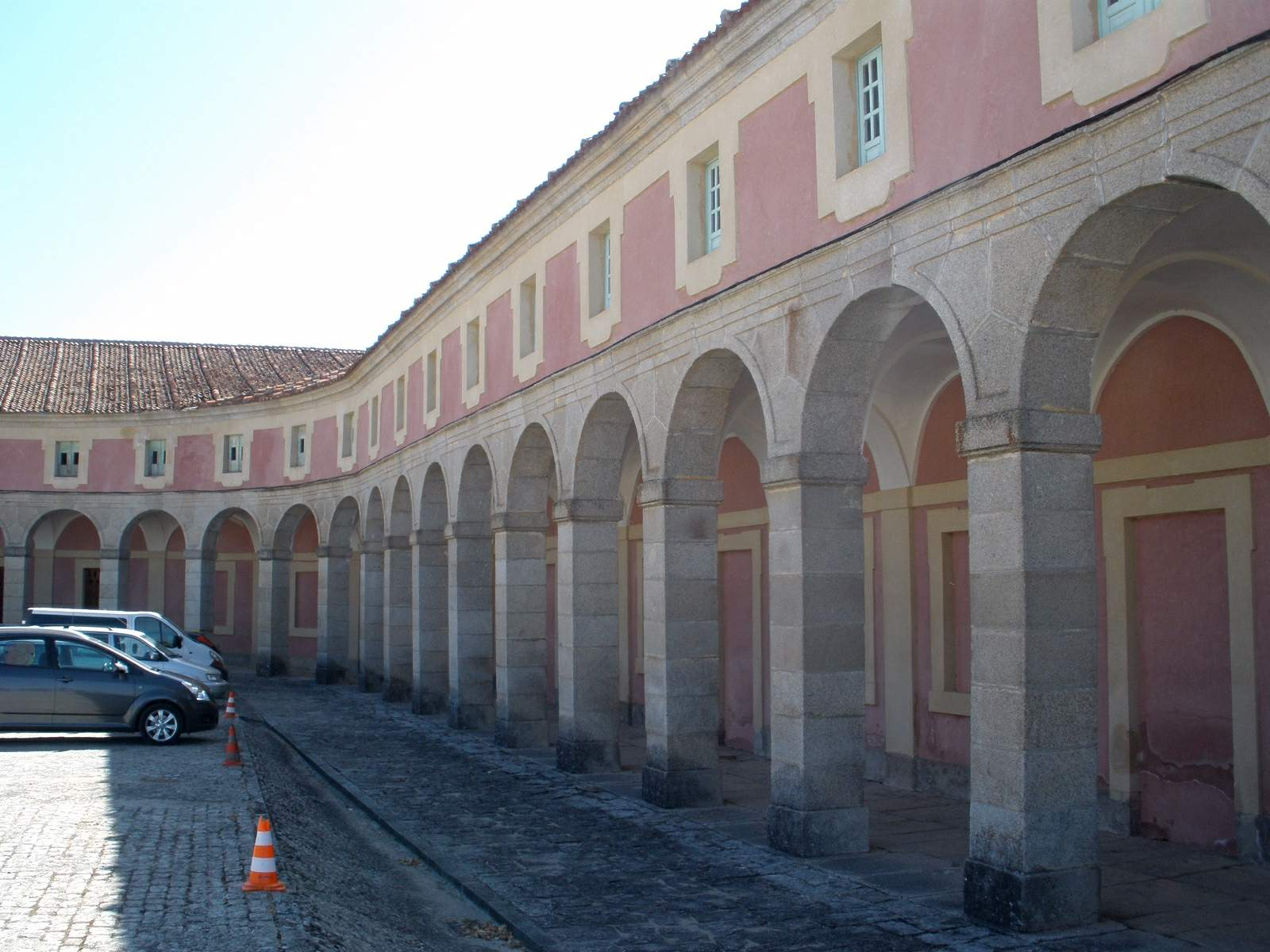
Árkádok
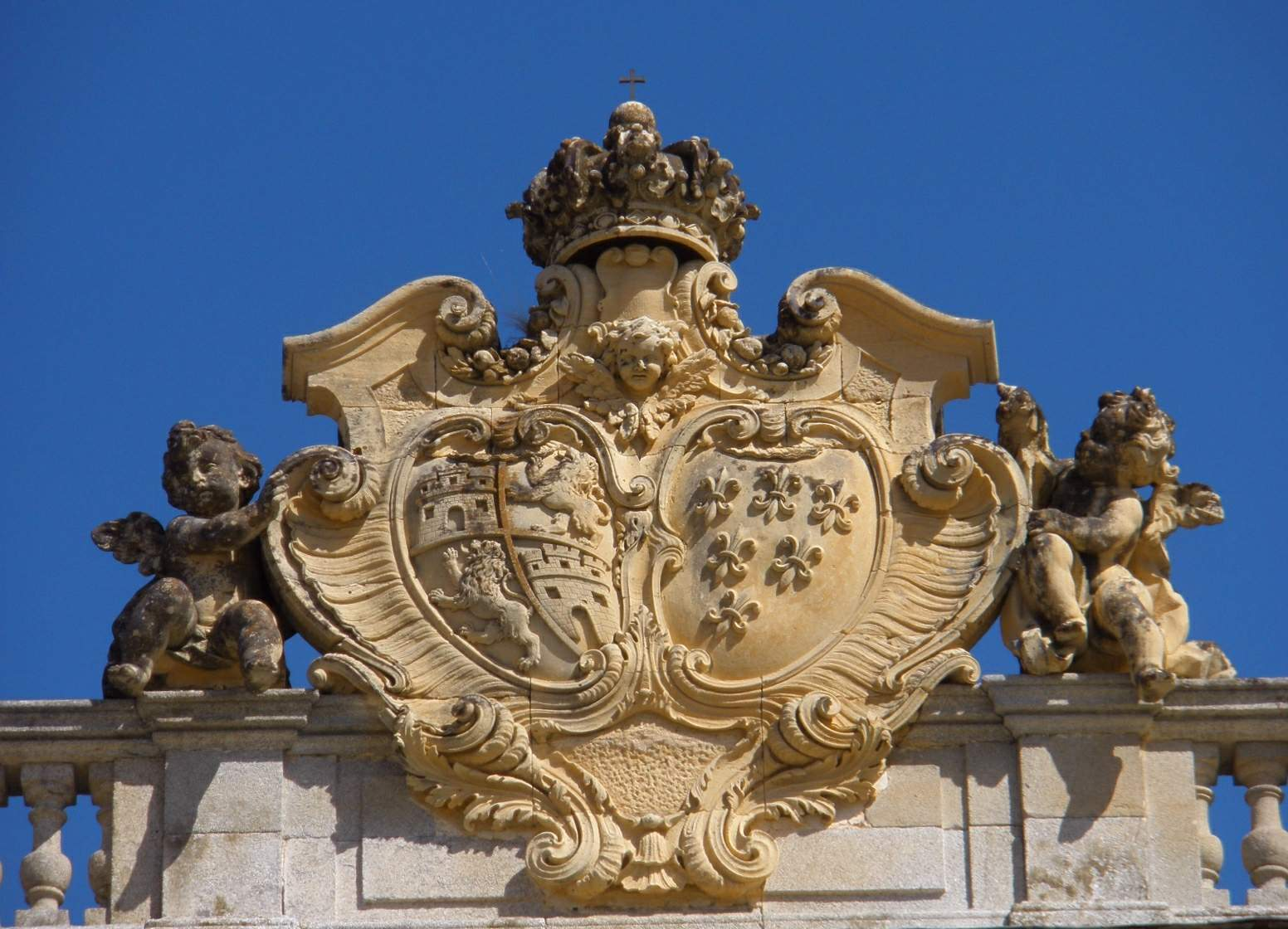
Címer
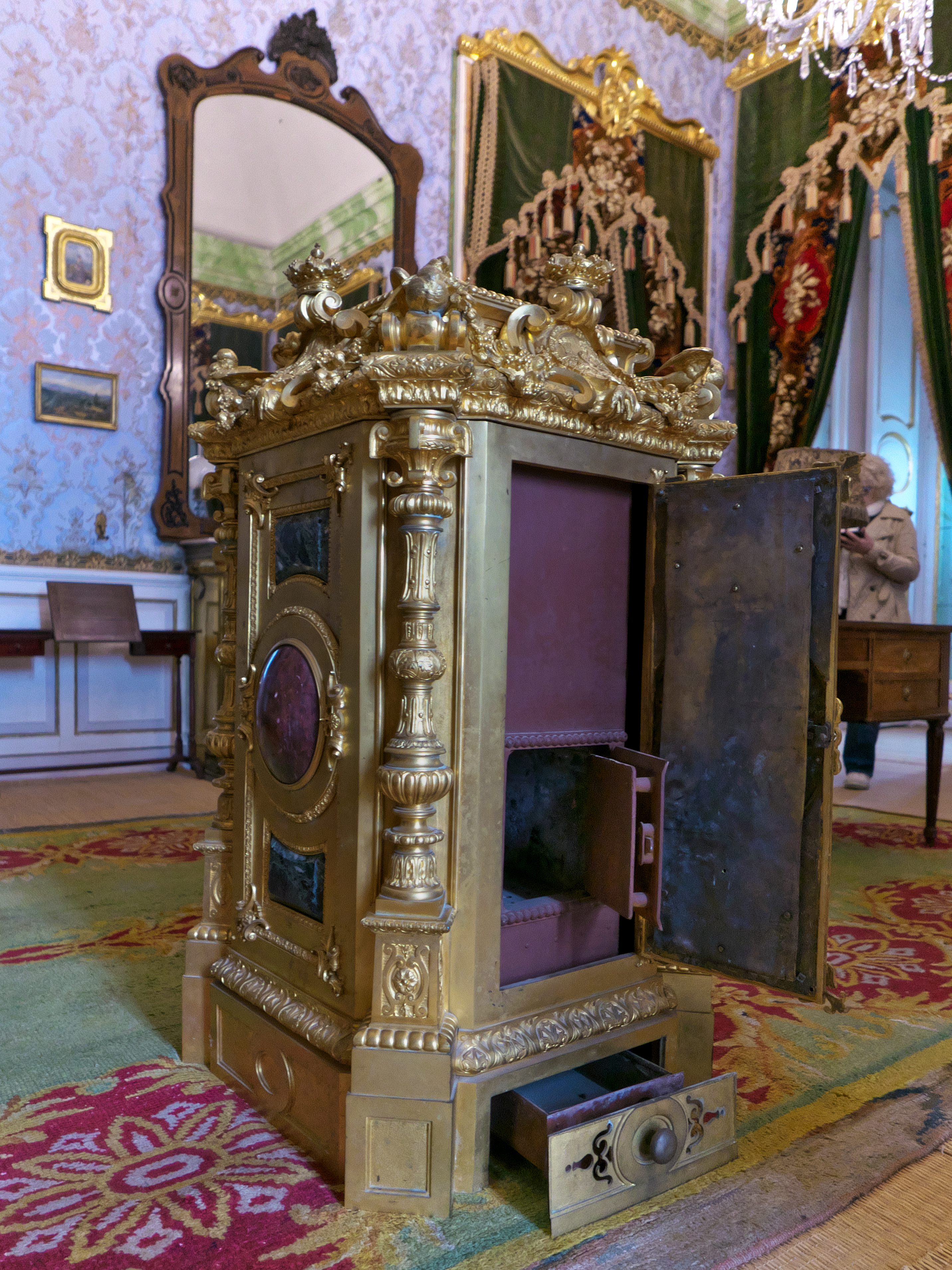
Egy kályha Bourbon Ferenc spanyol király irodájában